# Pukcshang
Pukcshang (hangul: 북창군, Pukcshang-kun, handzsa: 北倉郡, RR: Pukch'ang-kun, ’északi magtár’) megye Észak-Koreában, Dél-Phjongan (P'yŏngan) tartományban. 1952-ban hozták létre és emelték megyei rangra.

## Földrajza
Északról Tokcshon (Tŏkch'ŏn) városa, keletről Mengszan (Maengsan) megye, délkeletről Sinjang (Sinyang) megye, délről Unszan (Ŭnsan) megye, délnyugatról Szuncshon (Sunch'ŏn) városa, nyugatról Kecshon (Kaech'ŏn) városa határolja.
Legmagasabb pontja az 1250 méter magas Csanganszan (장안산; 長安山, Changansan).

## Közigazgatása
1 községből (up (ŭp)), 20 faluból (ri (ri)) és 9 munkásnegyedből (rodongdzsagu (rodongjagu)) áll:
| - Pukcshang-up (북창읍; 北倉邑, Pukch'ang-ŭp) - Kalgol-rodongdzsagu (갈골로동자구; 갈골勞動者區, Kalgol-rodongjagu) - Kvanha-rodongdzsagu (관하로동자구; 官下勞動者區, Kwanha-rodongjagu) - Tukcsang-rodongdzsagu (득장로동자구; 得將勞動者區, Tŭkchang-rodongjagu) - Mjonghak-rodongdzsagu (명학로동자구; 鳴鶴勞動者區, Myŏnghak-rodongjagu) - Poop-rodongdzsagu (보업로동자구; 甫業勞動者區, Poŏp-rodongjagu) - Pukcshang-rodongdzsagu (북창로동자구; 北倉勞動者區, Pukch'ang-rodongjagu) - Szongnam-rodongdzsagu (송남로동자구; 松南勞動者區, Songnam-rodongjagu) - Inpho-rodongdzsagu (인포로동자구; 芢浦勞動者區, Inp'o-rodongjagu) - Phunggok-rodongdzsagu (풍곡로동자구; 豊穀勞動者區, P'unggok-rodongjagu) - Kaphjong-ri (가평리; 加坪里, Kap'yŏng-ri) - Kvangro-ri (광로리; 光勞里, Kwangro-ri) - Namszang-ri (남상리; 南上里, Namsang-ri) - Namjang-ri (남양리; 南陽里, Namyang-ri) - Tephjong-ri (대평리; 大坪里, Taep'yŏng-ri) | - Rjongszan-ri (룡산리; 龍山里, Ryongsan-ri) - Mehjon-ri (매현리; 梅峴里, Maehyŏn-ri) - Pongcshang-ri (봉창리; 鳳倉里, Pongch'ang-ri) - Szam-ri (삼리; 三里, Sam-ri) - Szangha-ri (상하리; 上下里, Sangha-ri) - Szocshang-ri (소창리; 召倉里, Soch'ang-ri) - Szongrim-ri (송림리; 松林里, Songrim-ri) - Szongsza-ri (송사리; 松寺里, Songsa-ri) - Szuok-ri (수옥리; 水玉里, Suok-ri) - Sinbok-ri (신복리; 新福里, Sinbok-ri) - Sinszok-ri (신석리; 新石里, Sinsŏk-ri) - Sinphjong-ri (신평리; 新坪里, Sinp'yŏng-ri) - Jonrju-ri (연류리; 淵流里, Yŏnryu-ri) - Csamszang-ri (잠상리; 蠶上里, Chamsang-ri) - Höan-ri (회안리; 檜安里, Hoean-ri) |

## Gazdaság
Pukcshang (Pukch'ang) megye gazdasága élelmiszeriparra, textiliparra, papírgyártásra és építőanyagiparra épül.

## Oktatás
Pukcshang (Pukch'ang) megye 1 ipari egyetemnek, 1 villamosmérnöki és 1 élelmiszeripari főiskolának, 30 általános és középiskolának ad otthont.

## Egészségügy
A megye számos egészségügyi intézménnyel rendelkezik, köztük 1 megyei kórházzal.

## Közlekedés
A megye közutakon a szomszédos helységek felől közelíthető meg. A megye vasúti kapcsolattal rendelkezik, a Phjongdok (P'yŏngdŏk) és a Tukcsang (Tŭkchang) vasútvonalak része.